# حقوق المرأة في تونس

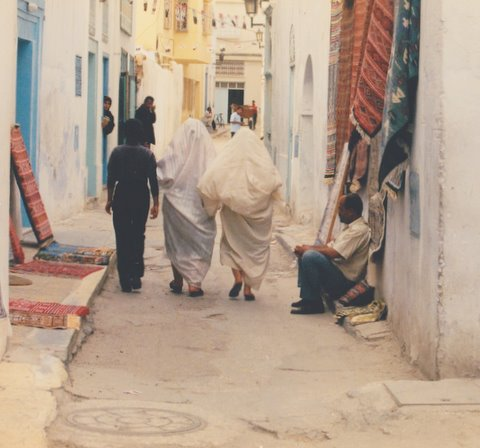
ثلاث نساء بشارع في تونس

حقوق المرأة التونسية هي حصيلة كل ما يؤمنه القانون التونسي من حقوق للمرأة التونسية، تعد مجلة الأحوال الشخصية أبرز نص قانوني ينظم الحياة الإجتماعة والشخصية للمرأة وهي من أكثر الأنظمة القانونية الحديثة في العالم العربي.
تحتفل تونس بيومين مخصصين للمرأة: اليوم العالمي للمرأة يوم 8 مارس والذكرى السنوية لإعلان مجلة الأحوال الشخصية يوم 13 أغسطس، الذي أصبح يوم عطلة «يوم المرأة الوطني».

## السياق القانوني

### الدستور
في 26 يناير ، صادق المجلس الوطني التأسيسي على الدستور الجديد. هذا يؤكد وضع تونس كدولة متقدمة في مجال حقوق المرأة في العالم العربي والإسلامي. وبالتالي، فإن المادة 21 تعلن المساواة بين المواطنين أمام القانون دون أي تمييز، وتضمن المادة 34 تمثيل المرأة في الجمعيات المنتخبة وتضمن المادة 40 الحق في العمل الذي يتم في ظل ظروف لائق وبأجر عادل. وبالإضافة إلى ذلك، فإن المادة 46 ، المكرسة تحديداً لحقوق المرأة، تلزم الدولة بحماية حقوقها المكتسبة، ودعمها وتحسينها، وضمان وصول الرجال والنساء إلى مختلف المسؤوليات، وفي جميع المجالات، لإرساء مبدأ المساواة واستئصال العنف ضد المرأة.

### إصلاحات
بمناسبة الذكرى الخمسين لصدور مشروع قانون مجلة الأحوال الشخصية، أعلن الرئيس زين العابدين بن علي ، عن مشروع قانونين أقرهما مجلس النواب في 8 مايو / أيار 2007. الأول يعزز الحق في السكن لفائدة الأم المطلقة الحاصلة على حضانة الأطفال، والثاني يحدد السن الأدنى لالزواج إلى 18 عامًا لكلا الجنسين، على الرغم من أن متوسط العمر الحقيقي عند الزواج قد ارتفع إلى 25 سنة للنساء و 30 سنة للرجال.
يسمح قانون تم تبنيه في 10 نوفمبر / تشرين الثاني 2015 للمرأة بالسفر مع أطفالها القصر دون الحاجة إلى طلب إذن مسبق من الأب.
سنة 2017 ، تم إلغاء منشور، يرجع تاريخه إلى سنة 1973، يمنع زواج النساء التونسيات من غير المسلمين.
في أغسطس 2018 ولأول مرة تحصل امرأة عزباء على موافقة لتبني فتاة صغيرة، مما يحول دون المادة 27 من قانون 1958 التي تقضي بأنه يجب على المرأة التي ترغب بالتبني أن تكون متزوجة أو مطلقة أو أرملة.

## إحصاءات حول الدور الاجتماعي للمرأة

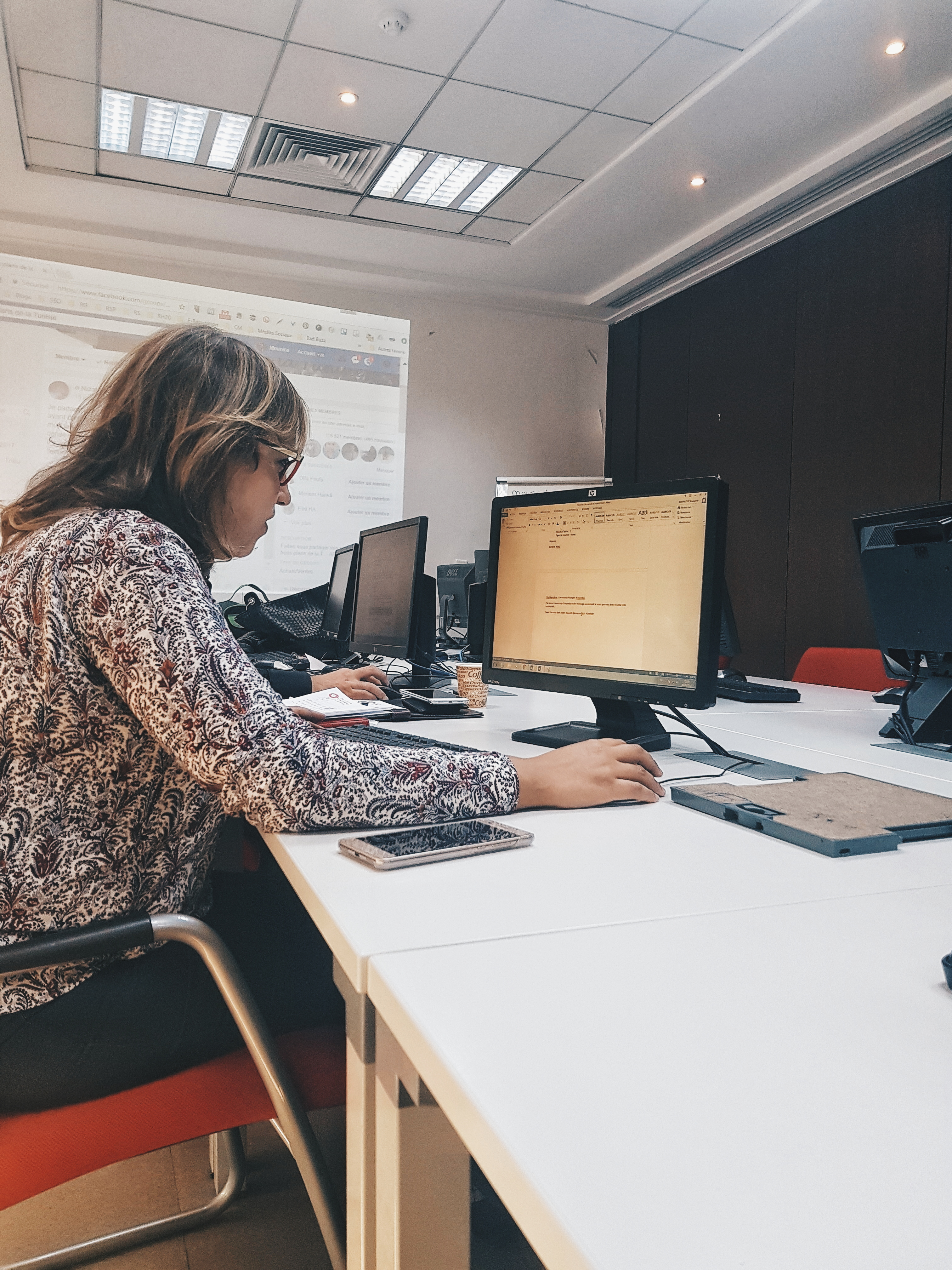
موظفة في شركة اتصالات في تونس

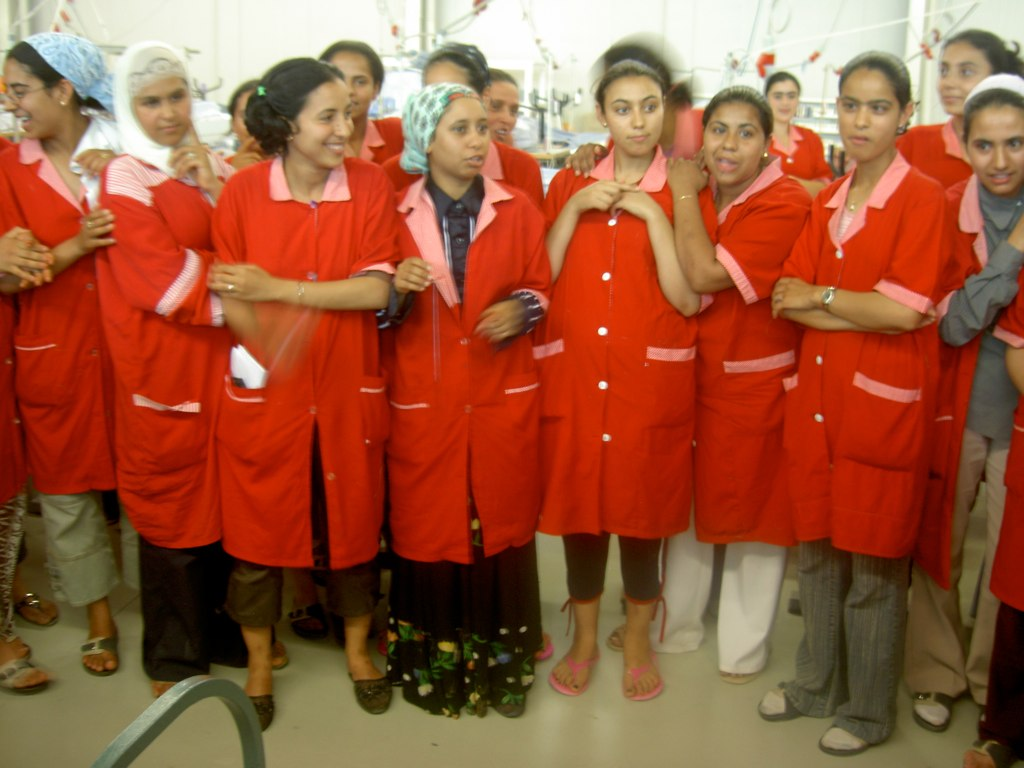
النساء العاملات في مصنع في مدينة سليمان

تشكل النساء 28٪ من القوى العاملة في البلاد في عام 2015 ، بعد أن كانت 20.9٪ فقط في عام 1989 و 5.5٪ فقط في عام 1966.

### العمل
اكتسحت المرأة جميع المجالات، بما في ذلك الجيش ، والطيران المدني أو العسكري والشرطة وتمثل 72 ٪ من الصيادلة ، و 42 ٪ من المهن الطبية، و 27 ٪ من القضاة ، و 31 ٪ من المحامين و 40 ٪ من الأساتذة الجامعيين. بالإضافة إلى ذلك، بين 10,000 و 15,000 منهم رواد أعمال. ومع ذلك، تؤثر البطالة على النساء أكثر من الرجال، حيث أن 16.7 في المائة من النساء عاطلات عن العمل بدلا من الرجال بنسبة 12.9 في المائة وفقا لمعدل عام 2004.
وبالإضافة إلى ذلك، ازداد خلق الوظائف من عام 1999 إلى عام 2004 بنسبة 3.21 في المائة للنساء، أي ما متوسطه 800 19 وظيفة في السنة.

## قوانين قيد الدراسة من صالح المرأة التونسية
- المساواة في الإرث
- إتاحة تسجيل المولود بلقب الأم
- إلغاء المهر
- قانون يحمي التونسيات المغتصبات والمعنفات